# 犼

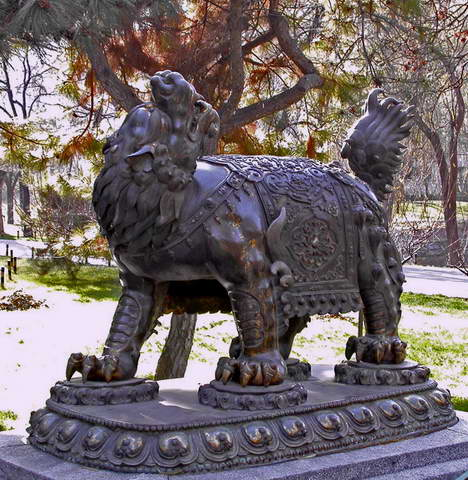
北京动物园畅观楼前的铜犼

犼，亦称为望天吼、朝天吼、蹬龙，為中國傳說中的神獸。

## 傳說

### 龍類說

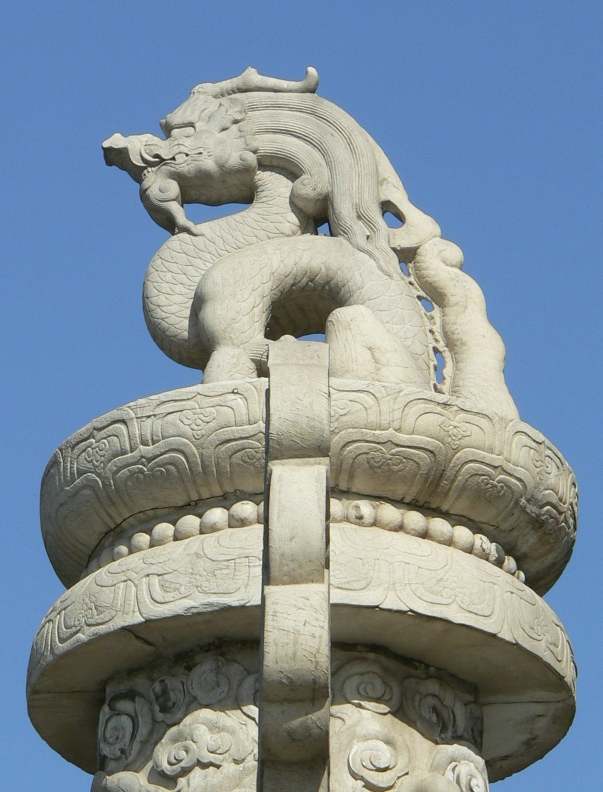
华表柱顶的蹬龙

相传是龙王的儿子，有守望习惯。华表柱顶之蹬龙对天咆哮，被视为上传天意，下达民情，又有文献记载，观音菩萨的坐骑即为“金犼”。
清東軒主人的志怪小說《述異記》中有記載與犼相關的文字：東海有獸名犼，能食龍腦，騰空上下，鷙猛異常。每與龍鬥，口中噴火數丈，龍輒不勝。康熙二十五年夏間，平陽縣有犼從海中逐龍至空中，鬥三日夜，人見三蛟二龍，合鬥一犼，殺一龍二蛟，犼亦隨斃，俱墮山谷。其中一物，長一二丈，形類馬，有鱗鬣。死後，鱗鬣中猶焰起火光丈餘，蓋即犼也。

### 魃類說
除蹬龍之說外，犼尚有魃類說，但明清之後，「魃」是處於最後的演變階段的殭屍這個說法被廣為接受，而兩者逐漸被視為為同類，相傳殭屍屍變後，便會發出怪聲哀號，三躍三跳，化作獸形而去，故或曰：「屍初變旱魃，再變即為犼。犼有神通，口吐煙火，能與龍鬥，故佛騎以鎮壓之。」

## 文學創作
在《西遊記》與《封神演義》中，觀世音菩薩（或慈航道人）的坐騎為金毛犼。在《西遊記》中，金毛犼脫逃至凡間化身為妖怪「賽太歲」作亂；在《封神演義》中，金毛犼原本為截教仙人「金光仙」，敗陣之後成為了慈航道人的坐騎。